# 埃弗顿女子足球俱乐部
愛華頓女子足球會（英語：Everton Ladies Football Club）是英格蘭一間女子足球會，為埃弗顿足球俱乐部的屬會，現時在英格蘭國家組超級聯賽作賽，在2008/09年球季僅次於阿仙奴獲得亞軍。愛華頓曾在1998年贏得 1 次超級聯賽冠軍，並曾於1989年及2010年分別贏得兩次英格蘭女子足總盃冠軍，而在2008年以 1–0 擊敗阿仙奴首次奪得英格蘭女子聯賽盃，並終止對手長達58場的連勝紀錄。
愛華頓以位於默西賽德郡克羅斯比（Crosby）的「雅利華球場」（The Arriva Stadium）作為主場，由莫·馬尼（Mo Marley）負責執教。球會成為於2011年3月首次舉辦的英格蘭足球總會女子超級聯賽的 8 支始創成員之一。

## 榮譽
- 英格蘭國家組超級聯賽
  - 冠軍（1）： 1997/98年；
  - 亞軍（5）： 2005/06年、2006/07年、2007/08年、2008/09年、2009/10年；
- 女子足總盃
  - 冠軍（2）： 1988/89年（李瑟威太平洋）、2009/10年；
  - 亞軍（2）： 1987/88年（李瑟威太平洋）、2004/05年；
- 女子聯賽盃
  - 冠軍（1）： 2007/08年；
  - 亞軍（2）： 1996/97年、1998/99年；
- 女子社區盾
  - 亞軍（2）： 2006/07年、2008/09年；
- 利物浦郡足總盃（Liverpool County FA Cup）
  - 冠軍（3）： 2006年、2007年、2008年；

## 外部連結
- Everton Ladies F.C. player profiles （页面存档备份，存于）